# Emmapolder (Groningen)

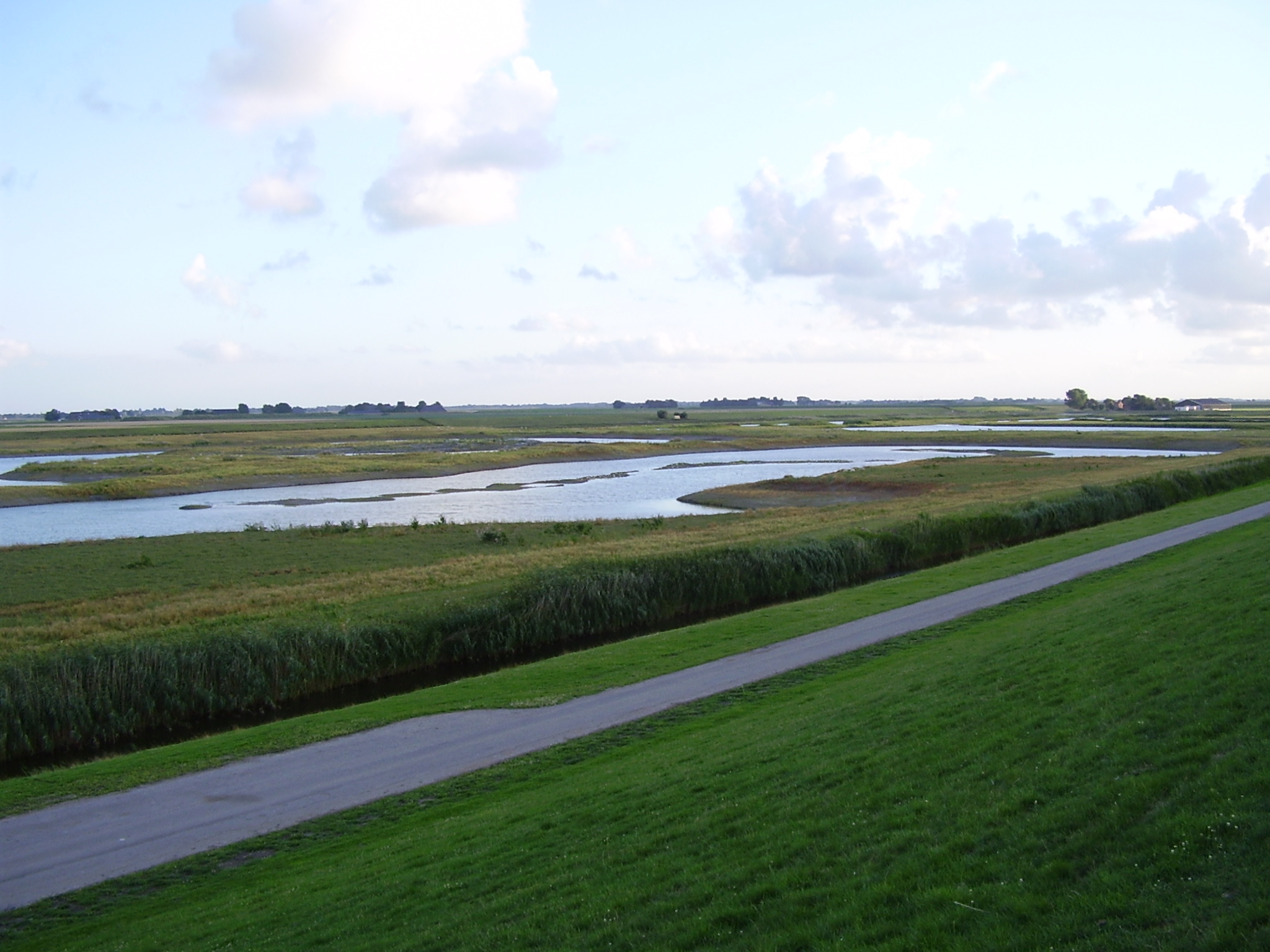
Natuurgebied bij de zeedijk in de Emmapolder als compensatie voor de Eemshaven

De Emmapolder is een polder en een voormalig waterschap in de Nederlandse provincie Groningen.
De polder ligt ten westen van de Eemshaven en ten noorden van de Eemspolder en vormt het meest noordelijke deel van het Nederlandse vasteland. Hier bevindt zich het monument Noordkaap. Oorspronkelijk waterde de polder rechtstreeks af op de Waddenzee. Naderhand is dit gewijzigd richting het zuiden via de Eemspolder (de Goliathriet) op het Oostpolderbermkanaal. 
Waterstaatkundig gezien ligt het gebied sinds 1995 binnen dat van het waterschap Noorderzijlvest.

## Inpoldering
Al in 1925 werd onderzoek gedaan naar de mogelijkheid een deel van de kwelders, inclusief een deel van de wadden in te polderen, met een positieve uitkomst. Hierop werd een commissie ingesteld om dit voor te bereiden, die in 1928 met een plan kwam. Het lijkt erop dat de eigenaren van de kwelders niet zo geïnteresseerd waren, aangezien zij verschillende malen werden aangespoord mee te werken. In 1941 werd besloten een kleinere polder aan de leggen, met een dijk op de rand van de kwelder.
In 1942 werd begonnen met de aanleg van de dijk. In 1943 was de dijk gereed, maar door de Duitse bezetting en als gevolg daarvan een tekort aan arbeidskrachten, kon de afwerking niet worden uitgevoerd. Uiteindelijk nam Domeinen na de oorlog deze taak op zich. Dit is dan ook de reden dat de dijk niet door het waterschap, maar door het Rijk werd onderhouden. De dijk heeft tot vandaag een afwijkende kilometrering: niet van oost naar west, zoals bij de verdere Groninger zeedijk, maar van west naar oost.

## Naam
De polder is genoemd naar koningin Emma. Omdat men hiervoor geen officiële toestemming had verkregen, kreeg de inpoldering een 'neutrale' naam, zonder de toevoeging 'Koningin'.